# Transversus abdominis plane Block
Der Transversus abdominis plane block (kurz TAP-Block) ist ein regionales Lokalanästhesieverfahren, welches vor allem zur peri- und postoperativen Schmerzbehandlung bei Bauchraumeingriffen eingesetzt wird. Der Block erzeugt eine periphere Nervenblockade der anterolateralen Bauchwand. Es wird Lokalanästhetikum zwischen den Musculus obliquus internus und den Musculus transversus abdominis gespritzt, was durch die Nervenblockierung eine Analgesie des Patienten zur Folge hat.

## Anwendung
Indikation: Die Durchführung eines TAP-Blocks kann bei bauchchirurgischen Eingriffen erwogen werden, wenn das Operationsgebiet durch Nerven innerviert wird, die durch den TAP-Block erreicht werden (Th7-L2). Unter den richtigen Umständen kann der Block bei laparoskopischen Bauchraumeingriffen (z. B. Gallenblasenentfernung), aber auch bei Kaiserschnittoperationen verwendet werden. Meist wird er unterstützend parallel zur Allgemeinanästhesie angewendet, das heißt der Patient erhält trotzdem eine Vollnarkose.
Zwingend notwendig bei elektiven Eingriffen ist die Aufklärung und Einwilligung des Patienten.

### Ziel der Anwendung
Ziel der Durchführung eines TAP-Blocks ist die Verminderung von peri- und postoperativen Schmerzen bei chirurgischen Bauchraumeingriffen. Dies wird sonst durch die Gabe von Opioiden und anderen Schmerzmitteln erreicht, weshalb durch einen TAP-Block die zu verabreichende Dosis dieser Medikamente vermindert werden kann. Der Block reduziert die Schmerzen des Zugangstraumas in der Bauchwand. Hierdurch können Nebenwirkungen der eingesetzten Schmerzmittel verringert werden und es besteht meist eine kontinuierliche Schmerzbehandlung auch noch im Aufwachraum oder darüber hinaus.

## Durchführung
Die Durchführung erfolgt heutzutage meist ultraschallgestützt und nicht mehr nach anatomischen Landmarken, d. h. der Punktionsort wird im Ultraschall dargestellt und so das Auftreten von Fehlinjektionen und ungewollten Strukturverletzungen minimiert.
Es gibt verschiedene mögliche Punktionsorte, welche unter anderem sowohl zu einer anderen Blockierungsdauer bestimmter Nervenabschnitte, als auch zur Betäubung unterschiedlicher Körperareale führen.

## Risiken und Nebenwirkungen
Die bestehenden Risiken werden mit dem Patienten während des Narkoseaufklärungsgespräches besprochen.
Risiken und Nebenwirkungen des Verfahrens (beispielhaft) :
- Verletzung naheliegender Strukturen wie z. B. von Blutgefäßen (Blutung, Hämatombildung), Muskeln, Weichgewebe, Nerven …
- Versagen des Blockes, d. h. die zu erreichenden Nerven werden nicht gut betäubt[1], i.b. bei fettleibigen Patienten, da hier die Punktion schwieriger sein kann[2]
- Einschleppen von Keimen trotz der sterilen Punktion: Infektion, Abszessbildung, Sepsis und deren Folgen

Unerwünschte Arzneimittelwirkungen der eingesetzten Medikamente (beispielhaft):
- Lokalanästhetikaintoxikation
- wie bei jeder Medikamentengabe besteht die Gefahr einer allergischen Reaktion bis hin zum anaphylaktischen Schock und dessen Folgen

## Alternativen
Ob die Durchführung des TAP-Blocks sinnvoll ist, entscheidet der durchführende Chirurg oder Anästhesist. In diesem Fall sollten mit dem Patienten im Aufklärungsgespräch gemeinsam auch Alternativen besprochen werden.
So muss für mediane Zugangstraumen meist ein beidseitiger Block durchgeführt werden. Zudem wirkt der TAP-Block nicht bei viszeralem Schmerz.
Es ist zu erwägen, ob eine reine intravenöse Analgesie für den Eingriff ausreichend ist. Diese geschieht während einer Operation meist durch Opioid-Gabe, wie z. B. Fentanyl.
Je nach Operation und anderen Faktoren kann ein rückenmarknahes Anästhesieverfahren (z. B. eine Periduralanästhesie) erwogen werden. Zudem gibt es die Möglichkeit, einen "Erector Spinae Plane Block" (ESP-Block) durchzuführen. Je nach Lokalisation des Operationsgebietes kommen auch andere Lokalanästhesieverfahren in Frage.

## Geschichte
Der Transversus abdominis plane Block wurde erstmals 2001 durch Dr. Rafi beschrieben. Zur richtigen Lokalisation der Nadelspitze wurde eine "single pop"-Technik verwendet, die anhand anatomischer Landmarken und durch den gespürten Resistenzverlust beim Durchstechen der passierten Strukturen im Petit-Dreieck gekennzeichnet war. Später wurde eine "double pop" Technik für die tiefer liegenden Nervensegmente T7 bis T12, den Nervus iliohypogastricus und den Nervus ilioinguinalis eingeführt. Diese Techniken führten aber laut später publizierten Studien häufig zu Fehlpunktionen.